# La Chapelle-Saint-Géraud
La Chapelle-Saint-Géraud är en kommun i departementet Corrèze i regionen Nouvelle-Aquitaine i de centrala delarna av Frankrike. Kommunen ligger  i kantonen Mercœur som tillhör arrondissementet Tulle. År 2022 hade La Chapelle-Saint-Géraud 196 invånare.

## Befolkningsutveckling
Antalet invånare i kommunen La Chapelle-Saint-Géraud
Referens:INSEE